# Sericostoma baeticum
Sericostoma baeticum är en nattsländeart som beskrevs av Francois Jules Pictet de la Rive 1856. Sericostoma baeticum ingår i släktet Sericostoma och familjen krumrörsnattsländor. Inga underarter finns listade i Catalogue of Life.